# 岩石圆顶
岩石圆顶（阿拉伯语：‎ ；希伯來語：‎）是一个伊斯兰教圣地，穆斯林称为“al-Haram al-Qudsi al-Sharif”（阿拉伯语：‎，意为高贵的庇护所）；犹太人和基督徒称为「Har ha-Bayit」（希伯來語：‎，圣殿山）；位于耶路撒冷旧城圣殿山，于阿克萨清真寺近处，是耶路撒冷最著名标志之一。岩石圆顶覆有精美花紋跟古蘭經文的藍色系彩釉陶磚及金制穹頂。
虽然常被误解为清真寺，但岩石圆顶并不是清真寺，而是伊斯兰教的圣殿（maqam）。岩石圆顶的建造起因依然有争论。阿拔斯王朝建立后，部分穆斯林历史学家声称岩石圆顶是阿卜杜勒·马利克为了取代麦加的克尔白而建造的，但现代很多历史学家多不认同此观点。也有说法认为岩石圆顶是为纪念伊斯兰教先知穆罕穆德夜行登霄、为彰显伊斯兰教的地位、或为迎接审判日所建。

## 历史
岩石圆顶于688年到691年，由第5任哈里发阿卜杜勒-马利克在伊斯兰教二次内战期间下令建造，在犹太教第二圣殿的原址上建成。犹太教第二圣殿在公元70年罗马人围攻耶路撒冷时被摧毁。
岩石圆顶的建筑风格和马赛克都是以拜占庭教堂和宫殿为蓝本，但岩石圆顶的马赛克不包含任何人类或动物的形态，而是以阿拉伯文字和植物图案为特色，夹杂着珠宝和皇冠等物品的图像。八角形拱廊周围有阿拉伯宗教铭文。岩石圆顶的外貌在鄂圖曼时期和现代时期都有很大的变化，特别是在1959-61年和1993年增加了镀金屋顶。该结构的八角形平面可能受到了拜占庭圣母座教堂（希腊语称为 Kathisma，阿拉伯语称为 al-Qadismu）的影响，该教堂建于451至458年间，位于耶路撒冷和伯利恒之间的道路上。岩石圆顶的原穹顶于1015年倒塌，1022-23年重建，是现存最古老的伊斯兰建筑之一。
岩石圆顶的奠基石在亚伯拉罕宗教中具有重大的意义，它被认为是上帝创造世界和第一个人类亚当的地方，也被认为是亚伯拉罕试图献祭其子以撒的地方，是耶路撒冷圣殿至圣所的所在处。故此，犹太人在祈祷时都会朝向它。传统上，穆斯林相信岩石圆顶中间的岩石就是穆罕默德夜行登霄，和天使吉卜利勒一起，到天堂见到真主的地方。该地在中世纪曾为十字军的驻地，并曾作为基督教教堂使用。

## 图集

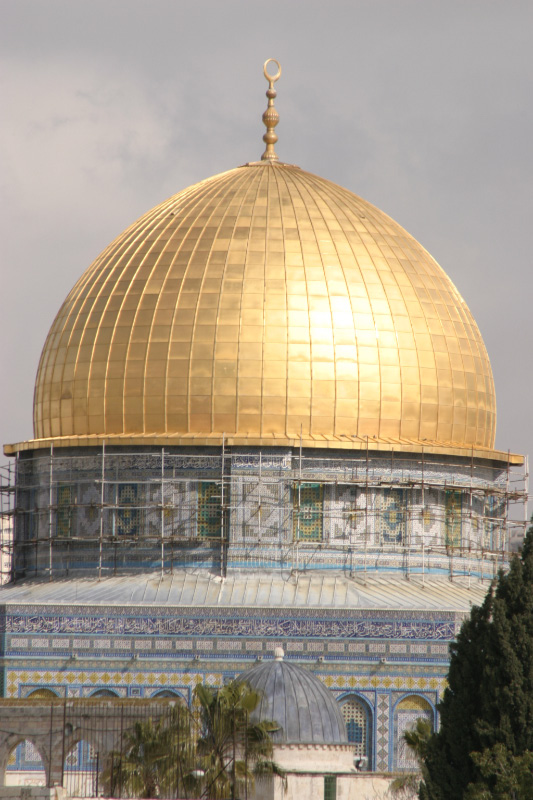
圓頂
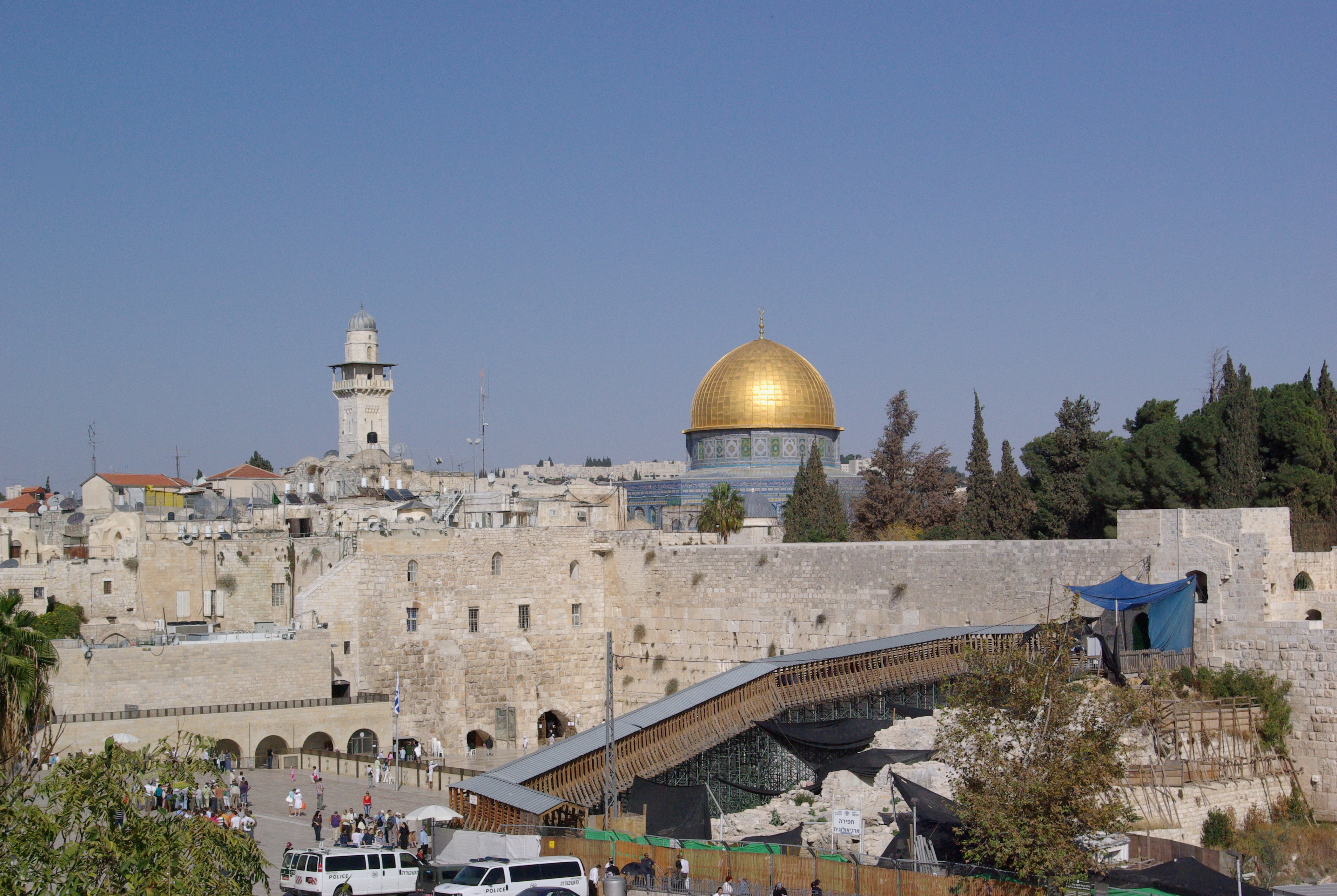
於老城區遠眺
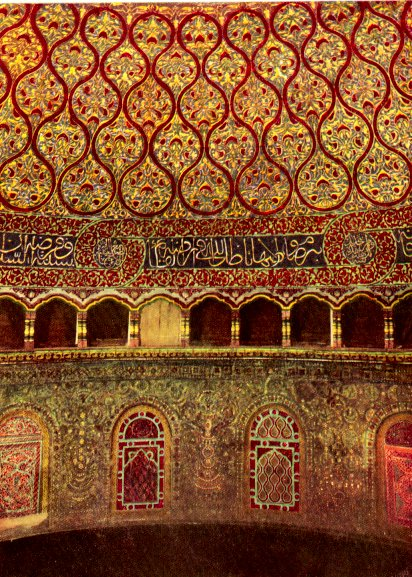
內飾(1914)
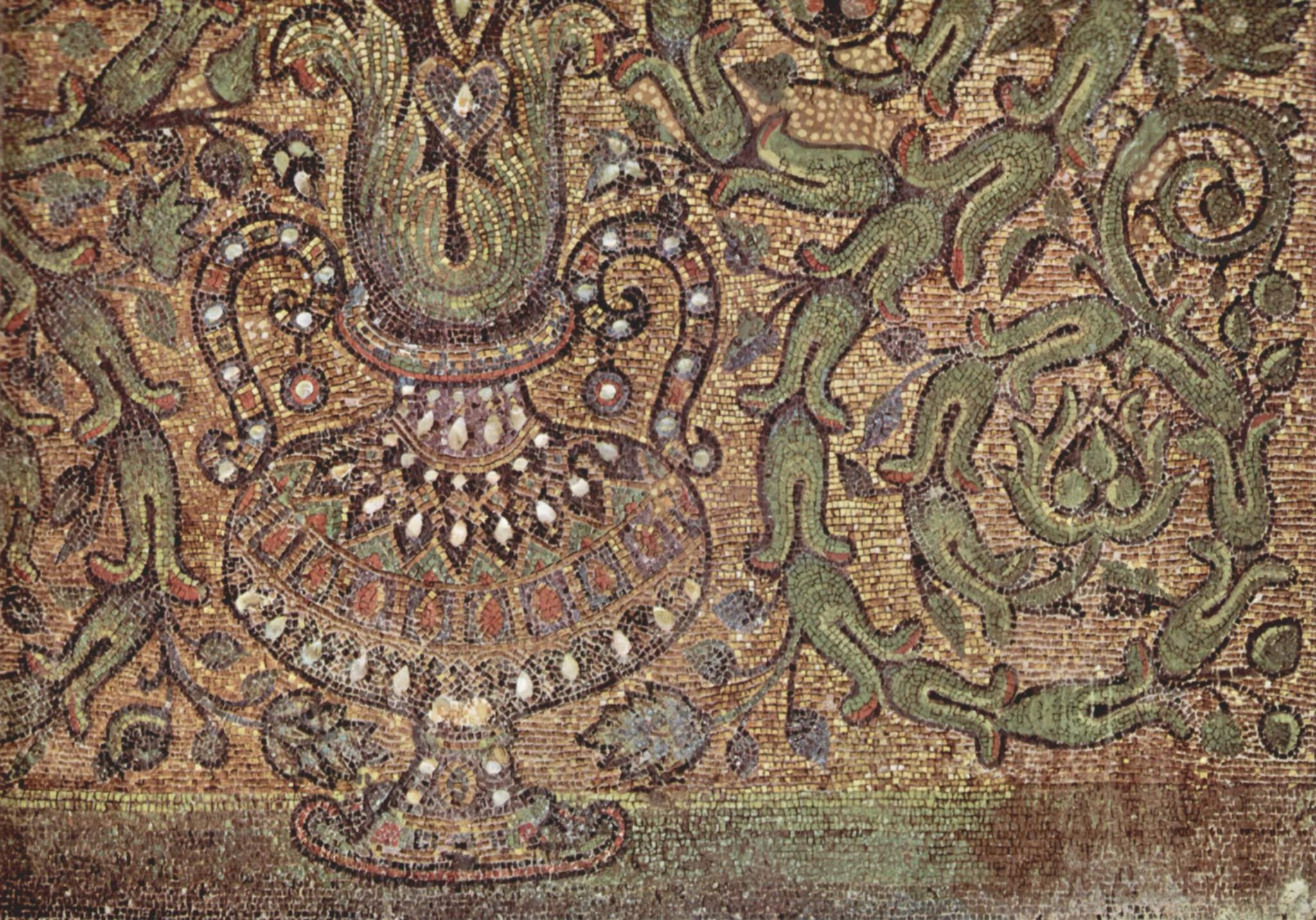
內飾(1999)
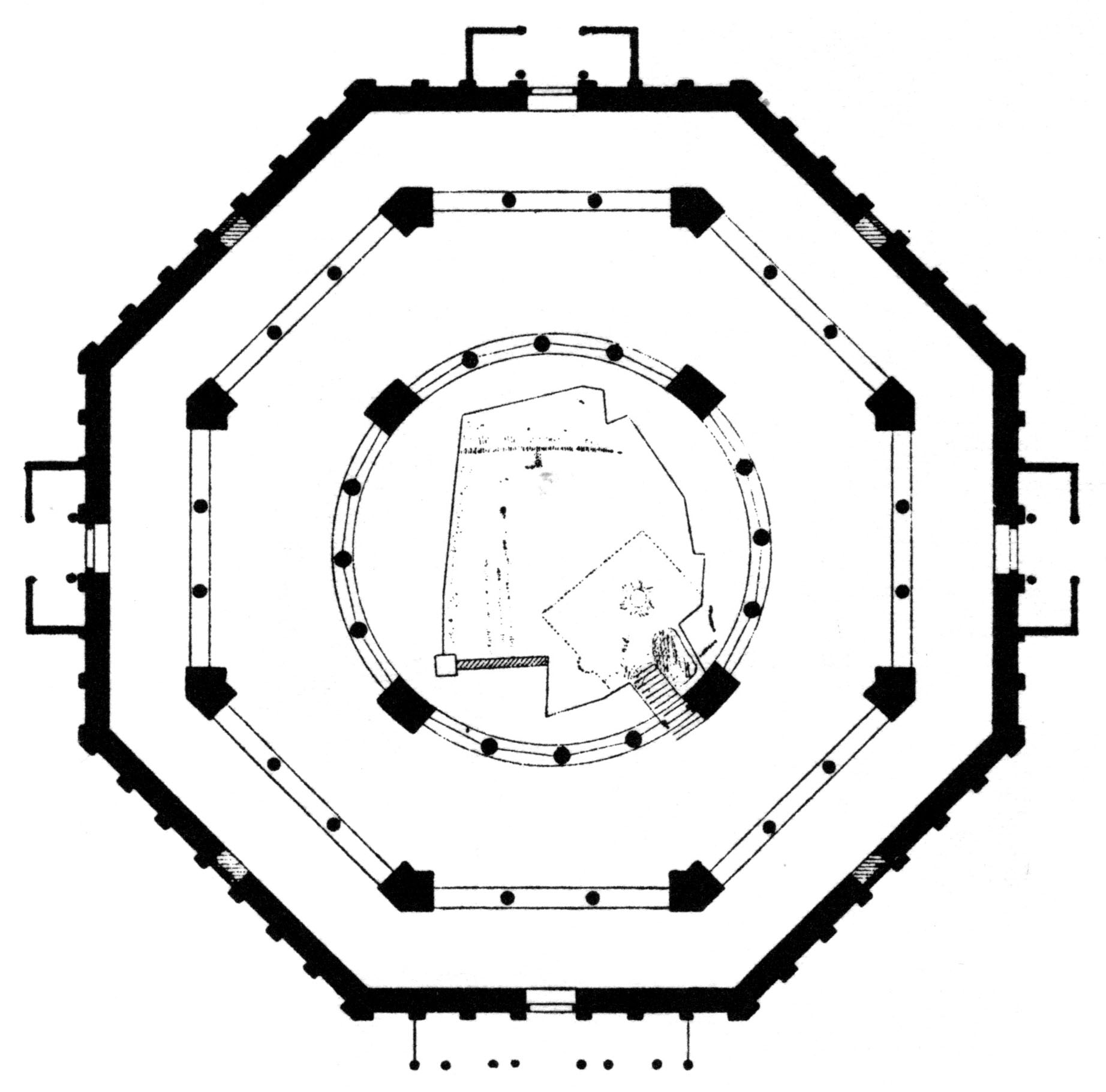
平面圖
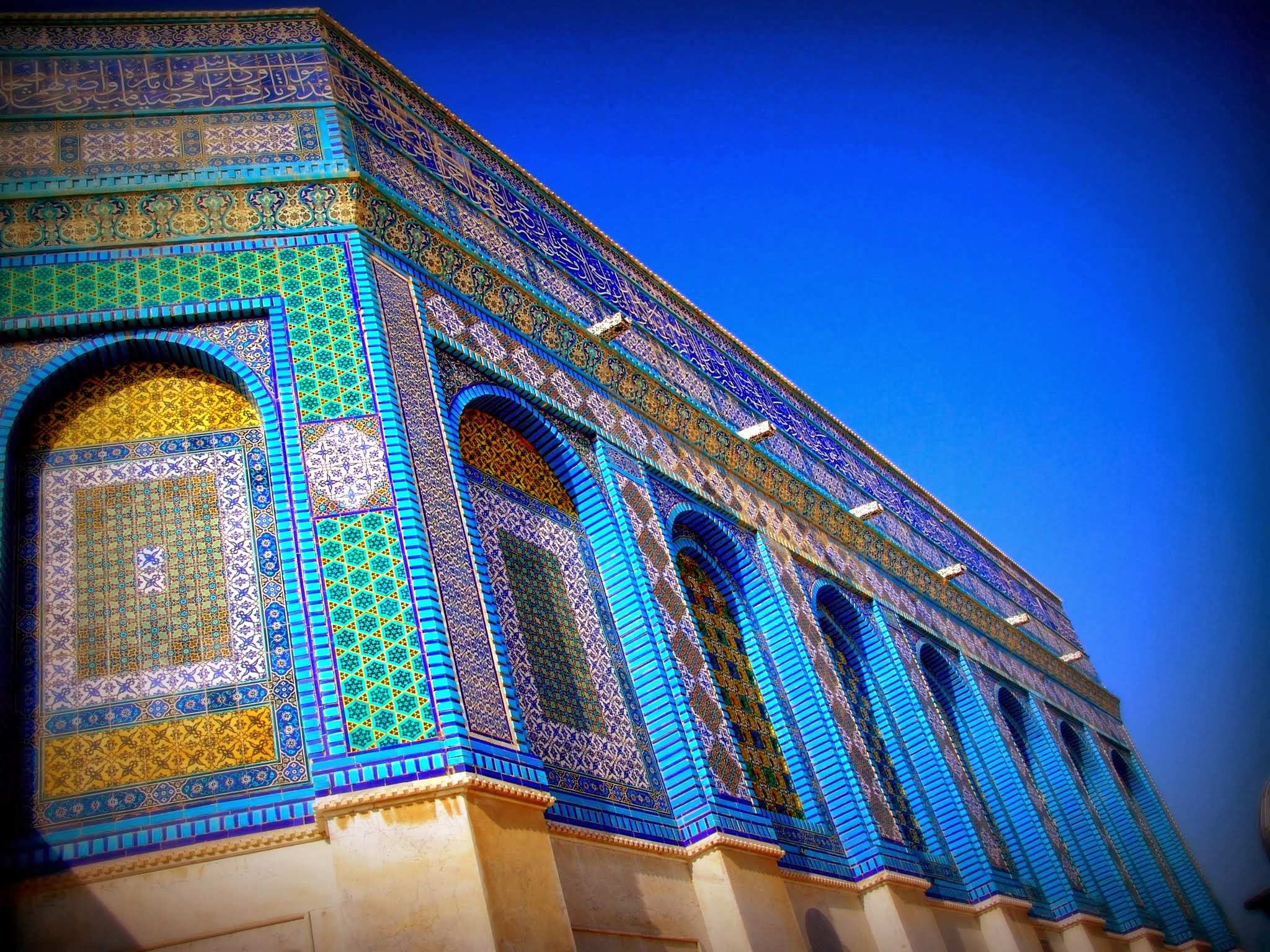
外部
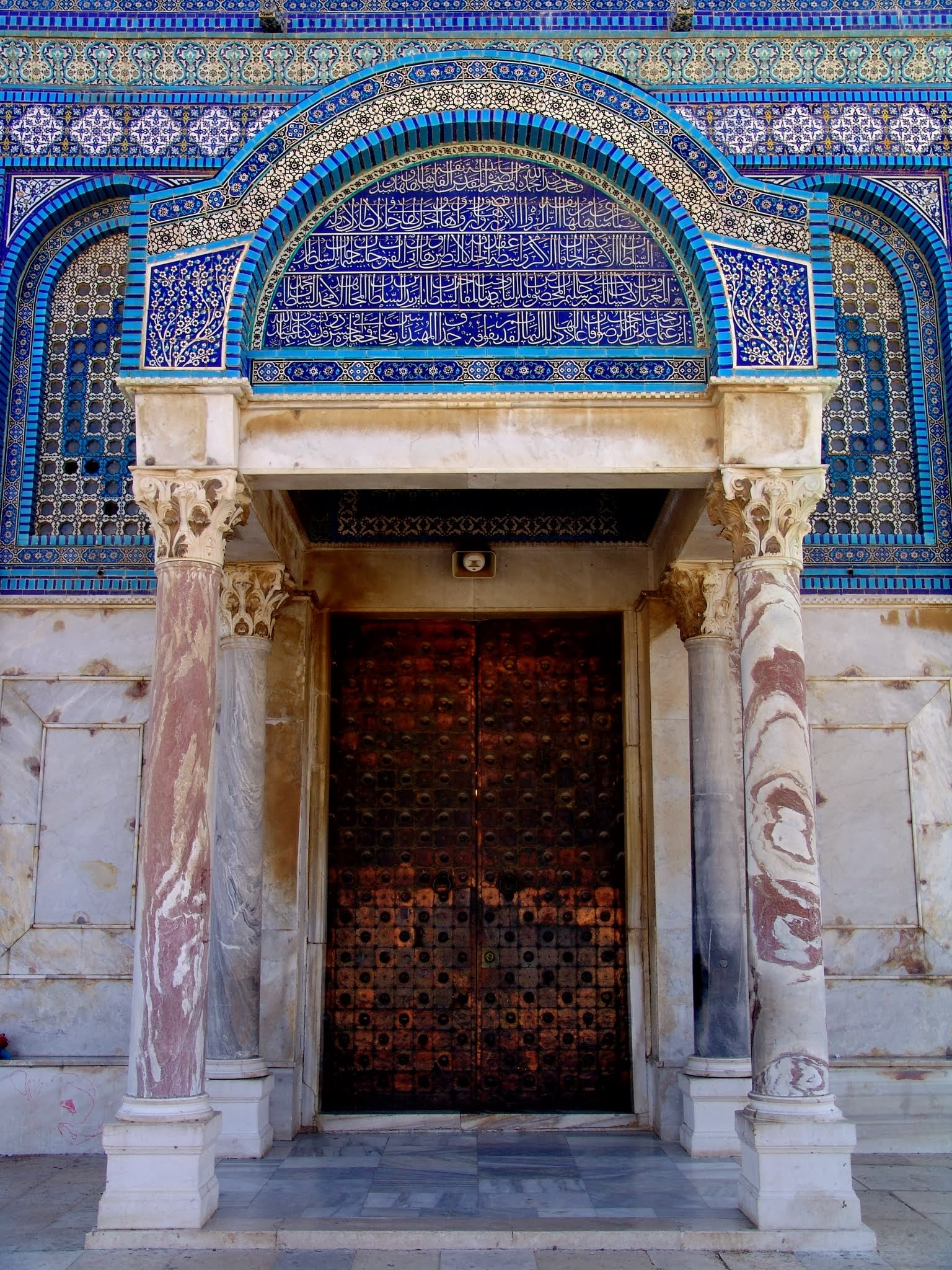
门
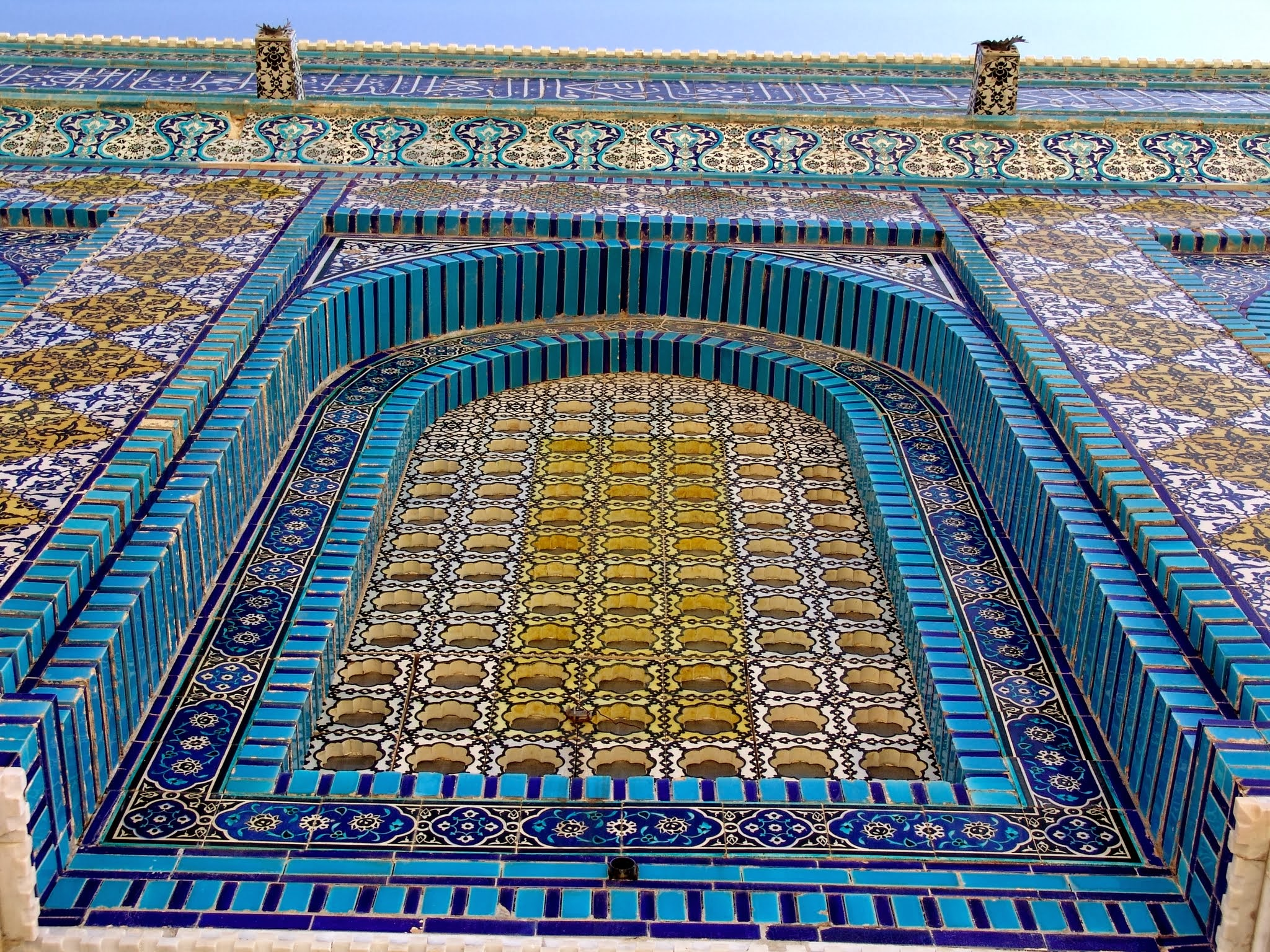
浮雕
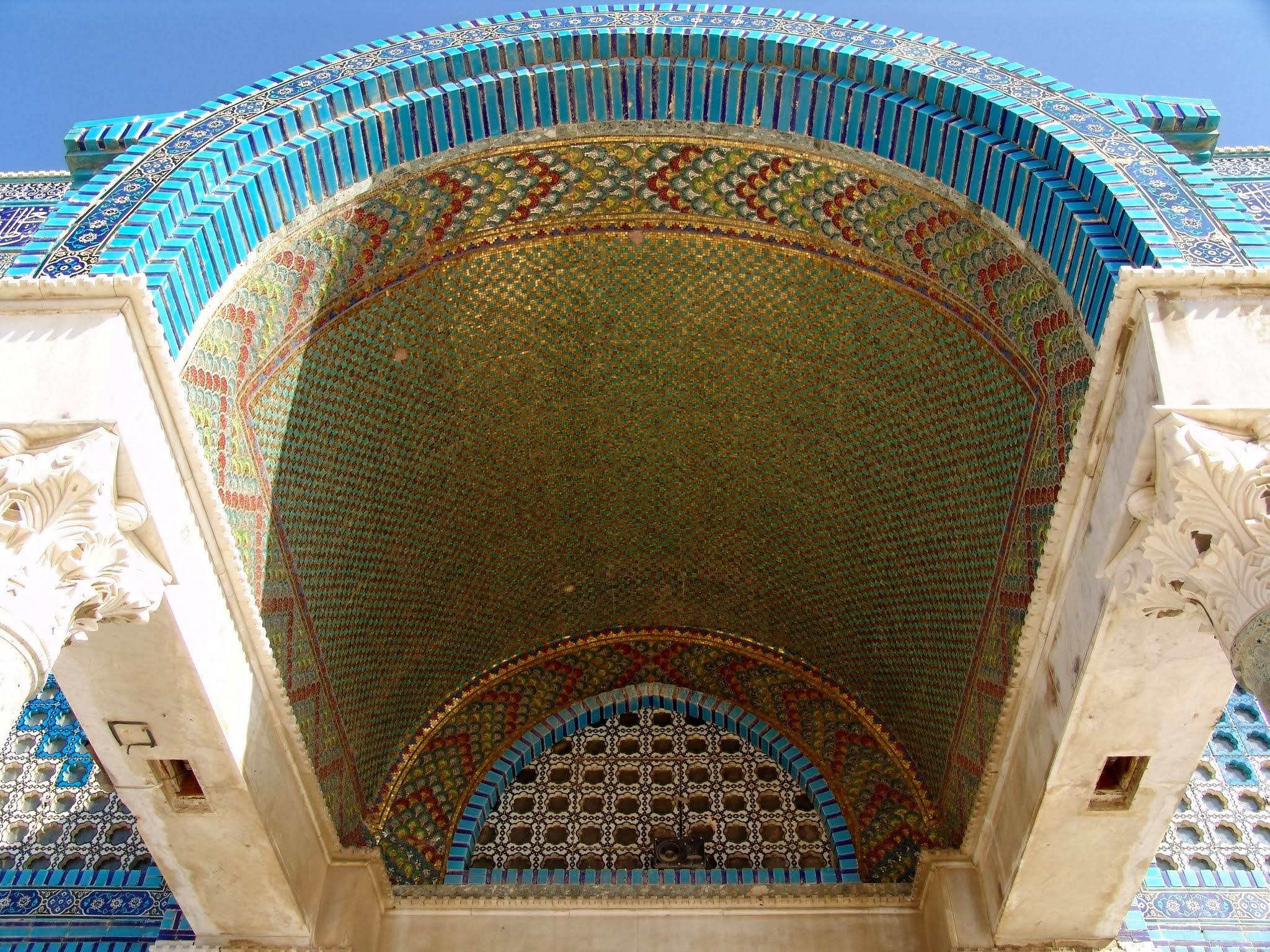
大門廊
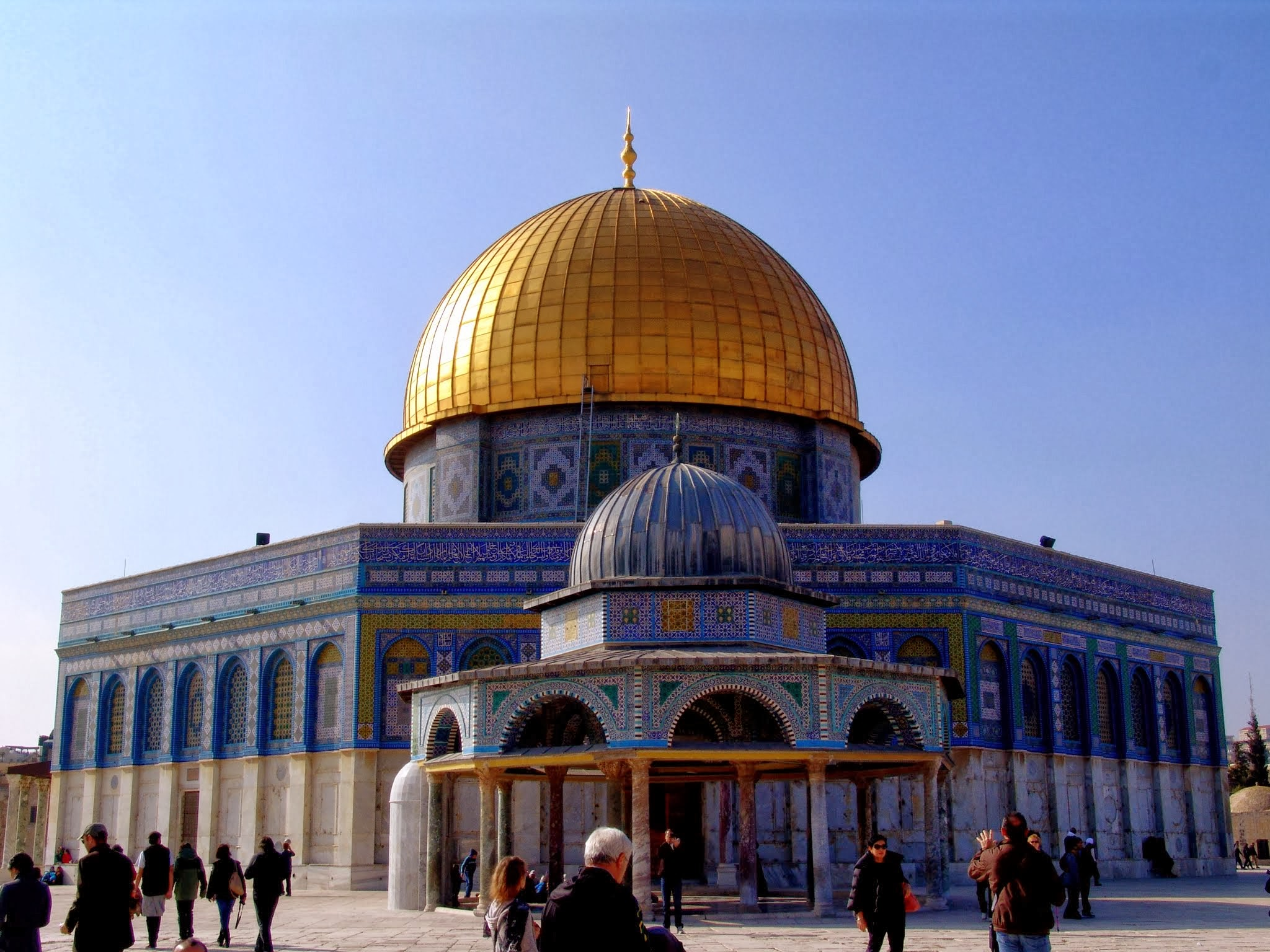
外觀
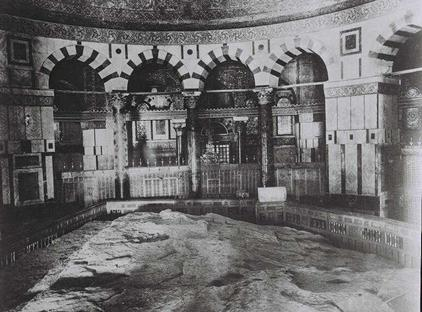
相傳的登霄石